# Neomys teres
A Neomys teres az emlősök (Mammalia) osztályának Eulipotyphla rendjébe, ezen belül a cickányfélék (Soricidae) családjába és a vörösfogú cickányok (Soricinae) alcsaládjába tartozó faj.

## Előfordulása
A Neomys teres előfordulási területe Európa és Ázsia határán, azaz a Kaukázus régióban található meg. A következő országokban vannak állományai: Azerbajdzsán, Grúzia és Örményország. Talán Irán északnyugati részén és Törökország legkeletibb részein is jelen van. Az állat 500-2500 méteres tengerszint feletti magasságok között él.

## Életmódja
Folyók és patakok mentén él. Kiválóan úszik és merül a víz alá. Ragadozó életmódot folytat és egyaránt vadászhat a víz alatt és a szárazföldön. Zsákmányai között szerepelnek: puhatestűek, ikrák és halivadékok, ebihalak és kisebb békák, férgek, bogarak és fiatal rágcsálók. Mérgező nyálával bénítja meg áldozatait. Az élettartama a vadonban körülbelül 2 év, fogságban 4 év is lehet.

## Szaporodása
A fészkét elhagyott rágcsálóüregekbe készíti. Évente kétszer fial; általában 5-9 kis cickány van egy alomban.

### Fordítás
- Ez a szócikk részben vagy egészben  a   Transcaucasian water shrew című angol Wikipédia-szócikk ezen változatának fordításán alapul.  Az eredeti cikk szerkesztőit annak laptörténete sorolja fel. Ez a jelzés csupán a megfogalmazás eredetét és a szerzői jogokat jelzi, nem szolgál a cikkben szereplő információk forrásmegjelöléseként.